# GLBT History Museum

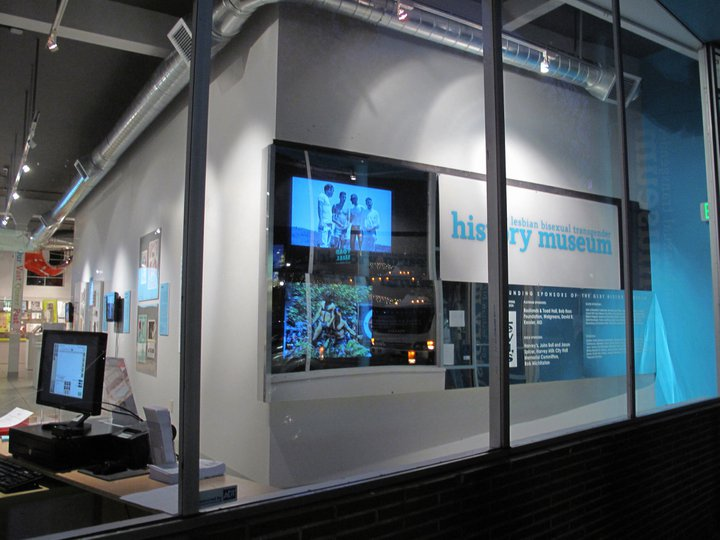
Straßenfront des Museums

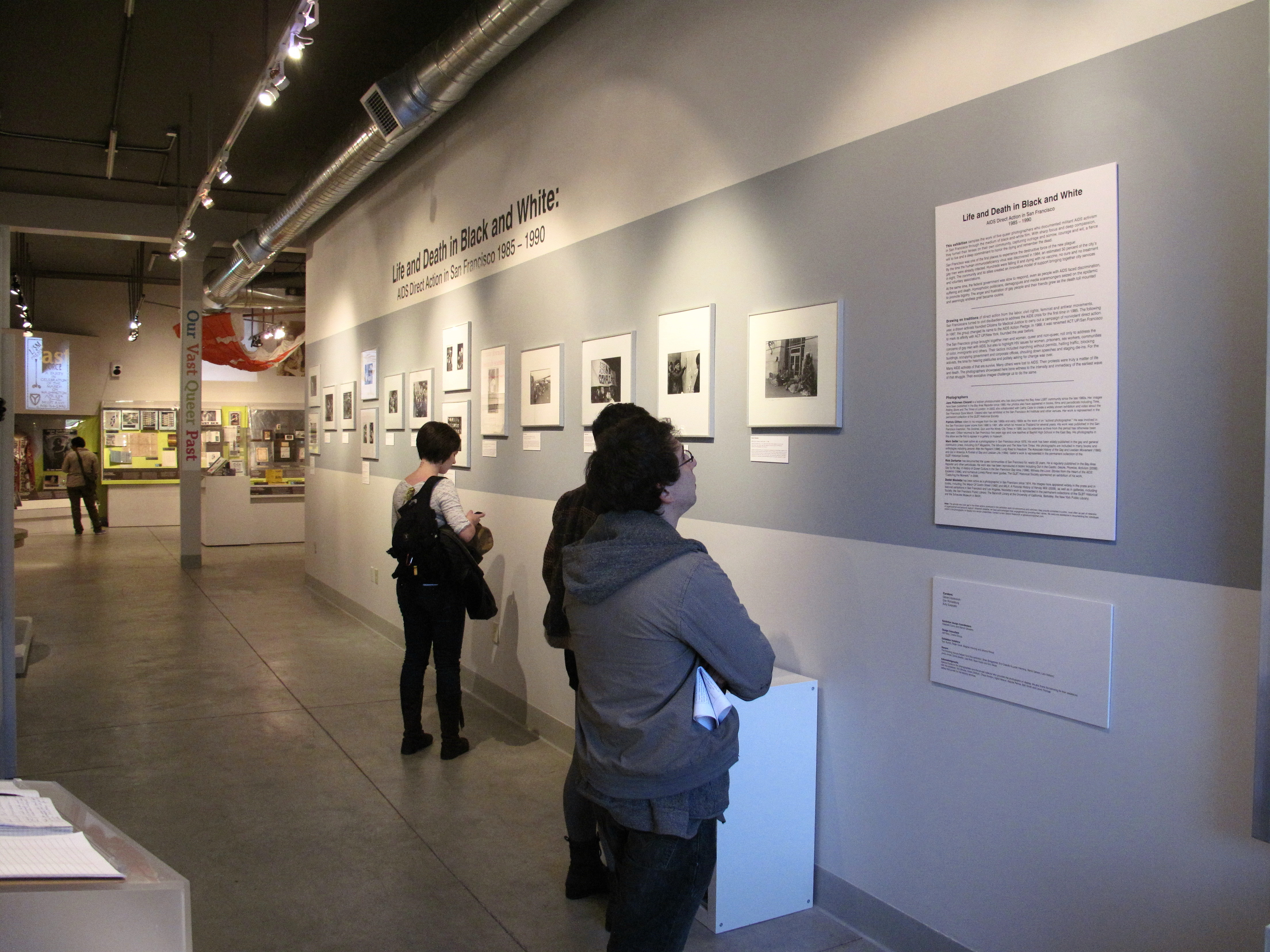
Ausstellungsgalerie

Das GLBT History Museum in San Francisco ist eine Einrichtung der GLBT Historical Society. Es war nach dem Schwulen Museum in Berlin das zweite Museum, das sich diesem Thema widmet.

## Geschichte
1999, 2000 und 2001 organisierte die GLBT Historical Society einzelne, zeitlich befristete Ausstellungen zu historischen Themen in Bezug auf die GLBT-Community.
Von November 2008 bis Oktober 2009 zeigte die GLBT Historical Society zunächst eine erste Ausstellung zur Geschichte der Schwulen, Lesben, Bisexuellen und Transgender in San Francisco und dessen Umland in Räumen an der Ecke der 18th Street / Castro Street im Stadtteil Castro. Unter den Ausstellungsstücken wurden unter anderem die Nähmaschine gezeigt, mit der die erste Regenbogenflagge genäht worden war, und die Bekleidung von Harvey Milk, dem ersten offen schwul lebenden Politiker, die er trug, als er am 27. November 1978 ermordet wurde. Während der 11-monatigen Dauer der Ausstellung besuchten sie etwa 25.000 Menschen.

## Präsentation
Die Dauerausstellung wurde 2010 in den Räumen gestaltet, die das Museum heute noch nutzt. Sie liegen in den Geschäftsräumen eines Ladenlokals in 4127 18th Street, unweit der Räume, in denen die erste Ausstellung gezeigt wurde. Die Ausstellungsfläche beträgt ca. 150 m². Sie wurde am 10. Dezember 2010 für Vorbesichtigungen zugänglich gemacht und am 13. Januar 2011 eröffnet.
Die Ausstellung trug den Titel Our Vast Queer Past: Celebrating San Francisco's GLBT History, gliederte sich in mehr als 20 Themenfelder, befasste sich räumlich mit dem Gebiet von San Francisco und der Bay Area und griff zeitlich 100 Jahre zurück. Diese Hauptausstellung wird hin und wieder umgebaut, um bei dem beschränkten Platzangebot mehr zeigen zu können. Derzeit wird die Hauptausstellung unter dem Titel Queer Past Becomes Present gezeigt.

## Weiter wissenswert
Der Ausbau der Räume für Museumszwecke und eine Reduktion der verkehrsüblichen Miete wurde durch die Drugstorekette Walgreens gesponsert, die Hauptmieter der übrigen Liegenschaft ist. Das Museum wird von einer Vielzahl von Spendern und Sponsoren getragen und erhält Zuwendungen seitens der Stadt und des Kreises San Francisco. Das Museum erhielt eine Reihe lokaler und regionaler Auszeichnungen. Geführte Touren, auch für spezifische Zielgruppen, etwa Schulklassen, werden angeboten.
In der Nähe befindet sich das Pink Triangle Park and Memorial.